# ショーン・コルヴィン
ショーン・コルヴィン（Shawn Colvin、1956年1月10日 - ）は、アメリカ合衆国のシンガーソングライター。アメリカ合衆国内だけで250万枚を超えるアルバム・セールスを記録している。

## 幼少期
コルヴィンはサウスダコタ州で生まれ、イリノイ州のカーボンデールで育ち、南イリノイ大学カーボンデール校へ入学した。彼女は10歳からギターの演奏を始めた。彼女の初めてのコンサートは15歳のときに南イリノイ大学キャンパスで行ったものだった。コルヴィンはジョニ・ミッチェルがもっとも自分の音楽に影響を与えているとして、コンサートでは最初に影響元の音楽を演奏する。

## キャリア

### 音楽
コルヴィンは1970年代後半から音楽業界で働いていて、全国的な活動はテキサス州のオースティンが最初だった。グリニッジ・ヴィレッジに集まったフォーク歌手の雑誌「Fast Folk」による関係で、1980年にはニューヨークへ引っ越した。
彼女はミュージック・パートナーとなるジョン・リヴェンサルとその頃出会い、リヴェンサルはいくつかのアルバムでプロデューサーを務めた。コルヴィンはよく同時代のミュージシャンに自分の才能を提供しており、例えばスザンヌ・ヴェガのヒット曲「ルカ」ではバック・ボーカルを歌っている。ヴェガは返礼で、コルヴィンのデビューアルバム『Steady On』収録曲「Diamond In The Rough」でバック・ボーカルを務めている。コルヴィンと友人でもあるメアリー・チェイピン・カーペンターは、若い頃はお互いのレコーディングに客演している。カーペンターの「The Hard Way」や「Come On Come On」（1992年）でコルヴィンはボーカルで参加しており、コルヴィンのアルバム『Fat City』収録の「Climb On a Back That's Strong」ではカーペンターがボーカル参加している。また、彼女はブルース・ホーンズビーの演奏にゲスト参加もしている。
コルヴィンは1987年から88年までの短期間、ノースカロライナ州のバンドであるレッド・クライ・ランブラーズに参加していた。
1988年にコルヴィンは、フォーク・シンガーソングライターのシェリル・ウィーラーとメアリー・チェイピン・カーペンターとの、トリオ・コンサートを依頼された。3人はバージニア州のアレクサンドリアで2夜連続で演奏した。
コルヴィンはシンガーソングライターのジュリー・ミラーとバディ・ミラーと関係が深い。3人が1970年代後半から80年代前半までオースティンで活動していた頃、ミラー夫妻と音楽的に親密になった。1990年、1991年と1993年に発表されたジュリーの3枚のソロ・アルバムで、ショーンはバック・ボーカルを務めている。
コルヴィンが発表した初期のアルバムはあまり売れなかったが、それでも1989年に発表したデビュー・アルバムの『Steady On』は1990年のグラミー賞の最優秀コンテンポラリ・フォーク録音賞を受賞した。1992年に発表した次のアルバム『Fat City』は、1994年のグラミー賞で最優秀コンテンポラリ・フォーク録音賞にノミネートされ、収録曲「I Don't Know Why」もグラミー賞の最優秀女性ポップ・ボーカル演奏賞にノミネートされた。1994年に発表したカバー曲集のアルバム『Cover Girl』を発表した。『Cover Girl』は1995年のグラミー賞で最優秀コンテンポラリ・フォーク・アルバムにノミネートされた。その頃、コルヴィンはリチャード・トンプソンと一緒にツアーを行い、そのオープニングアクトとバック・ボーカルを務めた。彼女はセサミストリートのアーニーと「I Don't Want to Live on The Moon」を歌った。
1996年10月に発表したアルバム『A Few Small Repairs』は、コルヴィンにとって最大の成功をもたらし、アメリカレコード協会からプラチナ・ディスクを認定された。シングル「サニー・ケイム・ホーム」 (Sunny Came Home) は、ビルボード・ホット100でトップ10を記録し、1998年のグラミー賞では最優秀レコード賞と最優秀楽曲賞を受賞した。その後は、1998年にクリスマス・アルバム『Holiday Songs and Lullabies』を発表、2001年にアルバム『Whole New You』を発表、2004年にはベスト・アルバムを発表、2006年にアルバム『These Four Walls』を発表し、2009年に発表した『Live』はグラミー賞の最優秀コンテンポラリ・フォーク・アルバムにノミネートされた。
コルヴィンはリサ・ローブのシングル「Falling in Love」のゲスト・ボーカルを務めた。彼女はリリス・フェアに大勢の女性アーティストらとともに参加した。ブルック・シールズのシチュエーション・コメディ『Suddenly Susan』のテーマソングに、コルヴィンの曲「Nothin' on Me」が使用された。また、2001年にTNTで放送された『トリビュート・トゥ・ジョニ・ミッチェル』に、コルヴィンは出演した。
1992年10月16日に開催されたボブ・ディランのトリビュート・コンサートである『30〜トリビュート・コンサート』に、コルヴィンは出演した。彼女は「どこにも行けない」 (You Ain't Goin' Nowhere) をロザンヌ・キャッシュ、メアリー・チェイピン・カーペンターと共演し、天国への扉 (Knockin' on Heaven's Door) を全出演者と一緒に演奏している。
コルヴィンは、イギリスチャンネル4のドキュメンタリー『Live from Abbey Road』に出演している。彼女のアビー・ロード・スタジオでのライヴ・セッションは、ザ・ズートンズやネリーナ・パロット、レイ・ラモンターニュと同じ回に収録されている。
コルヴィンは2002年に「Hold On To The Good Things」を録音し、その曲は映画『スチュアート・リトル2』で使用された。彼女は映画『リトルベア』(The Little Bear Movie) に、「A Great Big World」を提供した。
2007年には、コルヴィンはシングル「Crazy」を発表した。この曲はナールズ・バークレイのカバーである。
コルヴィンは2009年6月23日に15曲を収録したアルバム『Live』を発表した。このアルバムは、サンフランシスコで2008年7月に行われた3日間のライヴが収録されたものである。

### テレビと映画
コルヴィンはコメディ・シリーズの『ザ・ラリー・サンダースショー』(The Larry Sanders Show) に数回出演していて、最終回ではキャロル・キングの「Will You Love Me Tomorrow?」のアコーティスティック・カバーを演奏している。
彼女はコメディ・シリーズの『ザ・シンプソンズ』で2回ゲスト出演した。
現代のアーティストが過去の音楽スターを演じる映画『Crazy』では、コルヴィンはカントリー・ミュージックの伝説の歌手キティ・ウェルズを演じた。
コーエン兄弟の映画『ビッグ・リボウスキ』で、コルヴィンの「Viva Las Vegas」を聞くことができる。
コルヴィンはテレビドラマ『Lの世界』のシーズン2で、彼女自身の役で出演している。

## 受賞歴
- グラミー賞
  - 1991年: 最優秀フォークアルバム賞 — 『Steady On』
  - 1998年: 最優秀レコード賞 — 「サニー・ケイム・ホーム」 (Sunny Came Home)
  - 1998年: 最優秀楽曲賞 — 「サニー・ケイム・ホーム」

- グラミー賞（ノミネートのみ）
  - 1994年: 最優秀コンテンポラリ・フォーク録音賞 — 『Fat City』
  - 1994年: 最優秀女性ポップ・ボーカル演奏賞 — 「I Don't Know Why」
  - 1995年: 最優秀コンテンプラリ・フォーク・アルバム賞 — 『Cover Girl』
  - 1997年: 最優秀ポップ・アルバム賞 — 『A Few Small Repairs』
  - 1997年: 最優秀女性ポップ・ボーカル演奏賞 — 「Get Out of This House」
  - 1998年: 最優秀女性ポップ・ボーカル演奏賞 — 「サニー・ケイム・ホーム」
  - 2009年: 最優秀女性ポップ・ボーカル演奏賞 - 『Shawn Colvin Live』

- Video Premiere Award Nomination （ノミネートのみ）
  - 2001年: Best Original Song - 「Great Big World」（『リトルベア』）[13]

## ディスコグラフィ

### アルバム
| 年   | アルバム                                               | 順位 | 順位    | 順位 | RIAA     |
| 年   | アルバム                                               | US   | US Heat | UK   | RIAA     |
| ---- | ------------------------------------------------------ | ---- | ------- | ---- | -------- |
| 1989 | ステディ・オン (Steady On)                             | 111  |         |      | ゴールド |
| 1992 | ファット・シティ (Fat City)                            | 142  | 2       |      |          |
| 1994 | カヴァー・ガール (Cover Girl)                          | 48   |         | 67   |          |
| 1995 | Live '88                                               |      |         |      |          |
| 1996 | ア・フュー・スモール・リペアーズ (A Few Small Repairs) | 39   |         |      | プラチナ |
| 1998 | クリスマス・ララバイ (Holiday Songs and Lullabies)     | 181  |         |      |          |
| 2001 | ホール・ニュー・ユー (Whole New You)                   | 101  |         |      |          |
| 2004 | Polaroids: A Greatest Hits Collection                  |      |         |      |          |
| 2006 | These Four Walls                                       | 109  |         |      |          |
| 2009 | Live                                                   |      |         |      |          |

### シングル
| 年                                     | 曲名                                                                                     | 最高位 | 最高位 | 最高位 | 最高位   | 最高位 | 最高位 | 収録アルバム                     |
| 年                                     | 曲名                                                                                     | US     | US AC  | US Alt | US Adult | CAN    | UK     | 収録アルバム                     |
| -------------------------------------- | ---------------------------------------------------------------------------------------- | ------ | ------ | ------ | -------- | ------ | ------ | -------------------------------- |
| 1990                                   | ステディ・オン (Steady On)                                                               | —      | 30     | 23     | —        | —      | —      | ステディ・オン                   |
| 1990                                   | Diamond in the Rough                                                                     | —      | —      | —      | —        | —      | —      | ステディ・オン                   |
| 1992                                   | ラウンド・オブ・ブルーズ (Round of Blues)                                                | —      | 44     | 25     | —        | —      | 73     | ファット・シティ                 |
| 1992                                   | クライム・オン (Climb on (A Back That's Strong))                                         | —      | —      | —      | —        | —      | —      | ファット・シティ                 |
| 1993                                   | アイ・ドント・ノウ・ホワイ (I Don't Know Why)                                            | —      | 16     | —      | —        | 59     | 62     | ファット・シティ                 |
| 1994                                   | エヴリ・リトル・シング（ヒー）ダズ・イズ・マジック (Every Little Thing He Does is Magic) | —      | —      | —      | —        | —      | 65     | カヴァー・ガール                 |
| 1995                                   | ワン・クール・リムーヴ (One Cool Remove) (w/ メアリー・チェイピン・カーペンター)         | —      | —      | —      | —        | —      | 40     | カヴァー・ガール                 |
| 1995                                   | アイ・ドント・ノウ・ホワイ (I Don't Know Why) [再発売]                                   | —      | —      | —      | —        | —      | 52     | ファット・シティ                 |
| 1997                                   | ゲット・アウト・オブ・ディス・ハウス (Get Out of This House)                             | —      | —      | —      | —        | —      | 70     | ア・フュー・スモール・リペアーズ |
| 1997                                   | サニー・ケイム・ホーム (Sunny Came Home)                                                 | 7      | 1      | —      | 1        | 3      | 29     | ア・フュー・スモール・リペアーズ |
| 1997                                   | ユー・アンド・ザ・モナ・リサ (You and Mona Lisa)                                         | 20     | —      | —      | —        | —      | —      | ア・フュー・スモール・リペアーズ |
| 1998                                   | ナッシン・オン・ミー (Nothin' on Me)                                                     | —      | —      | —      | 24       | 25     | —      | ア・フュー・スモール・リペアーズ |
| 2001                                   | ホール・ニュー・ユー (Whole New You)                                                     | —      | 24     | —      | —        | —      | —      | ホール・ニュー・ユー             |
| 2001                                   | バウンド・トゥ・ユー(Bound to You)                                                       | —      | —      | —      | —        | —      | —      | ホール・ニュー・ユー             |
| 2006                                   | Fill Me Up                                                                               | —      | —      | —      | —        | —      | —      | These Four Walls                 |
| 2007                                   | Crazy                                                                                    | —      | —      | —      | —        | —      | —      | アルバム未収録シングル           |
| — はチャートに入らなかったことを示す。 |                                                                                          |        |        |        |          |        |        |                                  |

### その他
- 『素晴らしき日』 トラック5: 「サムワン・ライク・ユー」(Someone Like You) （1996年）
- 『噂～フリートウッド・マック・トリビュート・アルバム』 トラック7: 「ザ・チェイン」(The Chain) （1998年）
- 『Elmopalooza』 トラック6: 「I Don't Want to Live on the Moon」 (with アーニー) （1998年）
- 『アルマゲドン』 トラック6: 「ホエン・ザ・レインボウ・カムズ」(When the rainbow comes) （1998年）
- 『プリティ・ブライド』 トラック8: 「ネヴァー・ソウ・ブルー・ライク・ザット」(Never Saw Blue Like That Before) （1999年）
- 『セレンディピティ』 トラック7: 「When You Know」 （2001年）
- 『107.1 KGSR Radio Austin - Broadcasts Vol.10』 トラック7: 「Not a Drop of Rain」 （2002年）
- 『WYEP Live and Direct: Volume 4 - On Air Performances』 トラック3: 「ホール・ニュー・ユー」 （2002年）
- 『Born to the Breed: A Tribute to Judy Collins』 トラック5: 「Secret Gardens」 （2008年）
- ベラ・フレック・アンド・フレックトーンズ - 『Outbound』 - Track 3: 「A Moment So Close」 （2001年）